# Mihail Savov
Mihail Savov (in bulgaro Михаил Савов?; Stara Zagora, 14 novembre 1857 – Saint-Vallier-de-Thiey, 21 luglio 1928) è stato un generale bulgaro, comandante in capo delle forze armate nazionali durante il periodo delle guerre balcaniche e due volte ministro della difesa (1891–1894 e 1903–1907).

## Biografia
Nato a Stara Zagora, allora parte dell'Impero ottomano, studiò ad Haskovo, Plovdiv, al liceo nazionale "Aprilov" di Gabrovo ed al liceo imperiale "Galasaray" di Istanbul, dove si diplomò nel 1876. Con la proclamazione dell'indipendenza bulgara nel 1878, Savov entrò nell'accademia militare di Sofia uscendone con il grado di tenente nel 1879; promosso primo tenente il 9 luglio 1881, fu inviato all'Accademia per lo Stato Maggiore di San Pietroburgo, nell'Impero russo, per completare la sua educazione militare, rientrando in patria nel 1885 quando fu assegnato alla milizia della Rumelia orientale. Promosso capitano il 9 settembre 1885, fu fatto aiutante di campo del re Alessandro I di Bulgaria.
Durante la guerra serbo-bulgara del novembre del 1885, Savov diede il suo contributo alla vittoria bulgara nella battaglia di Pirot (14-15 novembre 1885), per poi comandare il fianco destro dell'armata durante la decisiva vittoria nella battaglia di Slivnitsa (17-19 novembre 1885); per la sua condotta durante il conflitto fu insignito della croce di cavaliere di III classe dell'Ordine militare al Coraggio. Nel 1886 lavorò nella commissione incaricata di fissare il confine bulgaro-ottomano nella regione dei Monti Rodopi, per poi servire al quartier generale del ministero della difesa bulgaro; promosso maggiore il 17 aprile 1887, fu assegnato allo stato maggiore della 5ª Brigata di fanteria prima di essere fatto aiutante di campo dello zar Ferdinando I di Bulgaria. Il 16 febbraio 1891 Savov fu fatto ministro della difesa durante il governo di Stefan Stambolov, venendo anche promosso il 2 agosto seguente al grado di tenente colonnello; alla caduta del governo Stambolov nel 1894 Savov rassegnò le sue dimissioni dall'esercito, ma nel 1897 ritornò in servizio come direttore dell'accademia militare. Il 1º gennaio 1899 fu promosso al grado di colonnello.
Nel 1903 Savov fu fatto per la seconda volta ministro della difesa, lavorando nel gabinetto del terzo governo di Stoyan Danev, del secondo governo di Racho Petrov e dei governi di Dimităr Petkov, Dimitar Stanchov e Petăr Gudev; il 1º gennaio 1904 fu promosso maggior generale, ma nel 1907 lasciò i suoi incarichi politici dopo accuse di corruzione e negligenza nelle forniture belliche. Il 30 ottobre 1908 fu promosso tenente generale, lasciando poco dopo il servizio attivo.
Il 19 ottobre 1912 la Bulgaria, alleata di Serbia, Grecia e Montenegro nella Lega Balcanica, dichiarò guerra all'Impero ottomano, dando avvio alla prima guerra balcanica: Savov fu richiamato in servizio per ricoprire la appena creata carica di "assistente del comandante in capo" (ruolo, quest'ultimo, spettante allo zar Ferdinando), anche se nei fatti esercitò il comando diretto delle forze armate bulgare durante tutto il conflitto. Ai suoi ordini l'esercito bulgaro intraprese una campagna-lampo nella regione della Tracia, ponendo l'assedio alla grande fortezza di Adrianopoli e sconfiggendo l'armata campale ottomana in due importanti battaglie, Kir Kilisse (22-24 ottobre) e Lüleburgaz (29 ottobre - 2 novembre); questi successi fecero balenare all'alto comando bulgaro al possibilità di catturare la capitale Istanbul, ma l'offensiva delle forze di Savov fu fermata dalle truppe ottomane nella battaglia di Çatalca, e per il resto del conflitto i bulgari si mantennero sulla difensiva.
Conclusasi la guerra con una netta sconfitta dell'Impero ottomano, sorsero contrasti tra i membri della Lega circa la spartizione dei territori conquistati, ed in particolare sulla questione della divisione della Macedonia: Savov si schierò con i falchi dell'ala dura, una corrente che radunava politici, militari e lo stesso sovrano, tutti convinti di poter risolvere con le armi la disputa con gli ex alleati; le pressioni di questa fazione portarono alle dimissioni del primo ministro Ivan Gešov, sostenitore della trattativa, rimpiazzato con il falco Stoyan Danev. Il 29 giugno 1913, agendo praticamente di sua iniziativa e senza consultare il governo, Savov ordinò alle forze bulgare di attaccare le posizioni serbe e greche in Macedonia, dando avvio alla seconda guerra balcanica: il governo bulgaro cercò di arrestare i combattimenti ed ordinò alle proprie truppe di fermarsi, ma in questo modo non fece altro che esporre le proprie forze alla controffensiva serbo-greca, ed in breve tempo le forze nemiche dilagarono oltre i confini della Bulgaria. Incolpato del disastro Savov fu costretto a rassegnare le dimissioni da comandante in capo il 3 luglio, ma ottenne di essere messo al comando della 4ª e 5ª Armata bulgara, con le quali riuscì a fermare l'avanzata dei serbi nella battaglia di Kalimanci (18-19 luglio).
Nel settembre del 1913 Savov guidò la delegazione bulgara incaricata di redigere la pace con l'Impero ottomano, poi sfociata nel trattato di Costantinopoli del 29 settembre; in ogni caso il generale fu sottoposto al giudizio di una corte marziale per il suo comportamento durante il conflitto, e rassegnò le sue dimissioni dalle forze armate nel 1914. Si trasferì a vivere in Francia, svolgendo anche l'incarico di ambasciatore di Bulgaria a Parigi e Bruxelles. Mihail Savov morì il 21 luglio 1928 a Saint-Vallier-de-Thiey, in Francia; il suo corpo fu poi seppellito a Sofia il 18 agosto seguente.